# Gmina Lopës
Gmina Lopës (alb. Komuna Lopës) – dawna gmina położona w południowej części Albanii. Administracyjnie należała do okręgu Tepelena w obwodzie Gjirokastra. W 2011 roku populacja gminy wynosiła 723 osoby w tym 344 kobiet oraz 379 mężczyzn. 
W skład gminy wchodziło pięć miejscowości: Sinanaj, Matohasanaj, Dorëz, Dhëmblan i Lab Martalloz.

## Klimat
Średnia temperatura wynosi 12 °C. Najcieplejszym miesiącem jest lipiec (26 °C), a najzimniejszym luty (4 °C). Średnia suma opadów wynosi 1501 milimetrów rocznie. Najbardziej wilgotnym miesiącem jest luty (210 milimetrów opadów), a najbardziej suchym sierpień (24 milimetry opadów).